# 251 Menlove Avenue
251 Menlove Avenue é a casa de infância de John Lennon, do The Beatles. Localizado no subúrbio de Woolton, em Liverpool, foi nomeado Mendips em homenagem às colinas Mendip. O edifício classificado como Grau II é preservado pelo National Trust. 

## Residência de John Lennon
A propriedade geminada construída em 1933 , que pertencia à tia de John Lennon, Mimi, e seu marido George Smith, fica em Woolton, ao sul de Liverpool. Lennon mudou-se para lá em julho de 1946, aos cinco anos de idade, vindo do número 9 da Newcastle Road, no subúrbio próximo de Wavertree. Ele viveu em Mendips depois que sua mãe, que estava morando com o namorado, foi convencida de que seria melhor que sua tia Mimi e George cuidassem dele. Ele permaneceu em Mendips até meados de 1963, quando tinha 22 anos. Foi aproximadamente 30 metros a noroeste desta casa que a mãe de Lennon, Julia, foi atropelada por um carro e morreu na noite de 15 de julho de 1958.
Em 1965, Mimi vendeu a propriedade, levando embora alguns dos móveis e doando outros. 

## Aquisição do National Trust

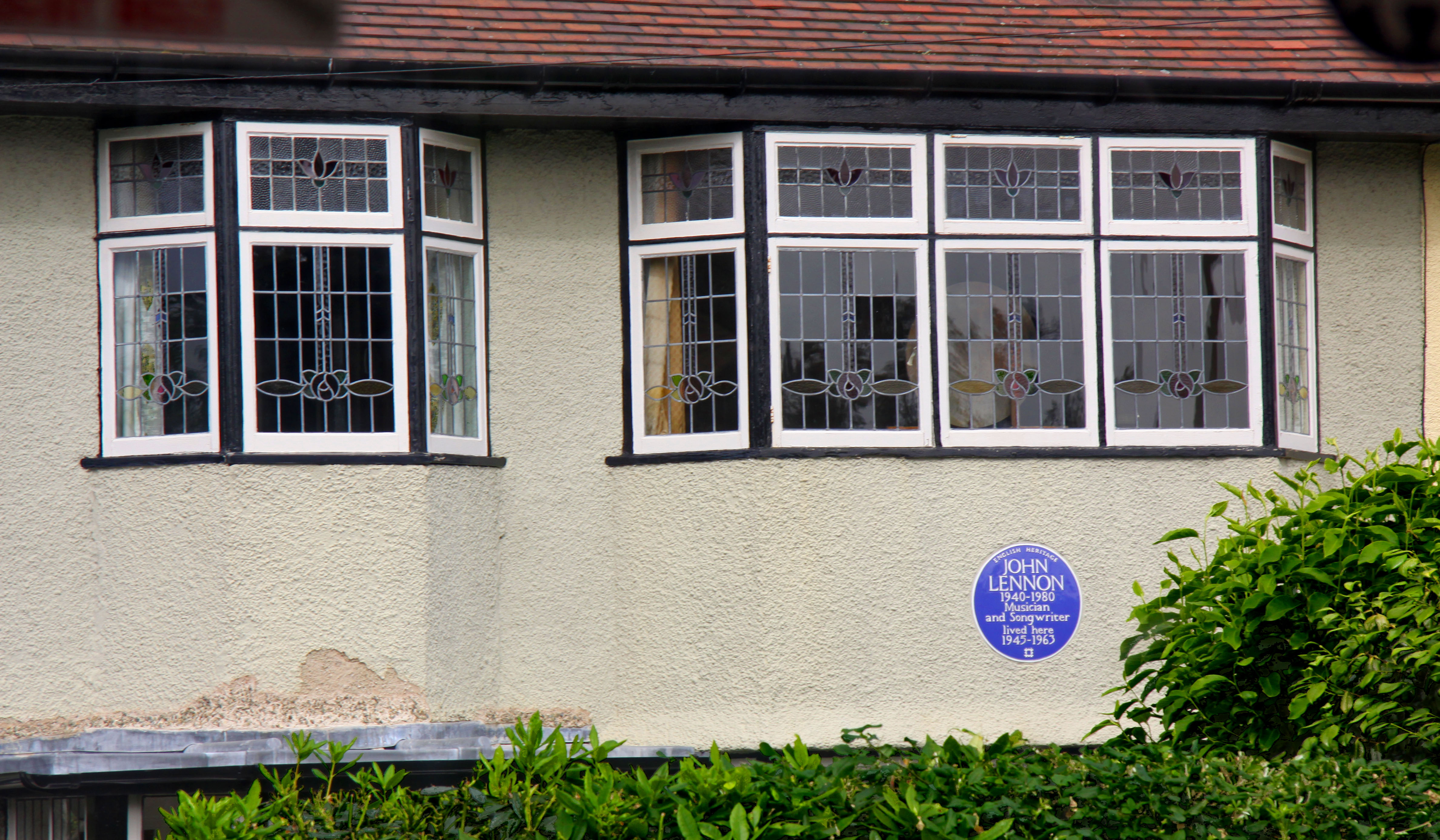
O quarto de Lennon ficava no andar de cima, à esquerda. A placa azul foi adicionada como parte do projeto English Heritage.

Apesar de ter comprado o 20 Forthlin Road, a residência de infância de Paul McCartney, o National Trust não demonstrou interesse em adquirir Mendips, alegando que, diferentemente da casa de McCartney, nenhuma música dos Beatles havia sido composta lá. No entanto, McCartney lembra que pelo menos uma música, "I'll Get You", foi escrita lá.  "Please Please Me" também foi escrita lá.  
Durante as filmagens do filme para a TV americana In His Life: The John Lennon Story, em 2000, o então dono da casa permitiu que a equipe de filmagem entrasse e também permitiu que derrubassem uma parede do andar de baixo para abrir espaço para as câmeras. Isso resultou na remoção de 150 tijolos, que mais tarde foram vendidos aos fãs dos Beatles. 
Em 7 de dezembro de 2000, um dia antes do 20º aniversário da morte de John Lennon, 251 Menlove Avenue foi adornada com uma placa azul do English Heritage, com o texto "JOHN LENNON 1940–1980 Músico e compositor, viveu aqui de 1945 a 1963". 
A viúva de Lennon, Yoko Ono, comprou a casa em março de 2002 e doou-a ao National Trust para salvá-la de mais demolições e especuladores imobiliários.  A casa foi então restaurada para sua aparência dos anos 1950. Numa conferência de imprensa conjunta com o National Trust em Março de 2003, quando foi anunciado que o trabalho de restauro estava concluído e que a casa seria aberta ao público, Yoko Ono disse: "Quando a casa de John foi colocada à venda, eu queria preservá-la para o povo de Liverpool e para os fãs de John Lennon e dos Beatles em todo o mundo." 
Todos os anos, no aniversário da morte de Lennon, o National Trust deixa a luz do quarto da casa de infância de John Lennon acesa a noite toda. 
Em fevereiro de 2012, tanto esta casa como a casa de infância de Paul McCartney, na 20 Forthlin Road, foram classificadas como Grau II pela English Heritage. 

## Na cultura popular
- A casa é apresentada na capa do single "Live Forever" do Oasis. [12]
- Menlove Ave., que leva o nome do edifício, é um álbum de John Lennon, lançado postumamente em 1986 sob a supervisão de Yoko Ono.